# Його звуть Сухе-Батор
«Його звуть Сухе-Батор» (монг. Сүхбаатар) — радянсько-монгольський історично-біографічний художній фільм 1942 року, знятий режисерами. Олександром Зархі і Йосипом Хейфицем

## Сюжет
Розповідь про Дамдіна Сухе-Батора, засновника Монгольської народно-революційної партії, керівника Монгольської народної революції, який в 1921 році в складі монгольської делегації відвідав РРФСР і розмовляв з В. І. Леніним. Дія фільму починається в Монголії восени 1919 року.

## У ролях
- Лев Свердлін — Дамдін Сухе-Батор
- Микола Черкасов — барон фон Унгерн-Штернберг
- Максим Штраух — Володимир Ілліч Ленін
- Семен Гольдштаб — Йосип Віссаріонович Сталін
- Володимир Грибков — Гомбо
- Гелік-Дорджі — Хорлогійн Чойбалсан
- Ерінцин-Норбо — епізод
- Цагани-Цегмед — епізод
- Нямин-Цегмед — Богдо-Пін
- Арабдан — Балма, тибетський лікар
- Левен — Баїр-Гун

## Знімальна група
- Автори сценарію: Борис Лапін, Захар Хацревін, Олександр Зархі, Йосип Хейфиц
- Режисери-постановники: Олександр Зархі, Йосип Хейфиц
- Режисери: Семен Дерев'янський, Сюн, Нацагдорж
- Оператор: Олександр Гінцбург
- Другі оператори: Музакір Шуруков, Б. Дембрел
- Художник: Анатолій Босулаєв
- Композитори: Борис Арапов, Венедикт Пушков
- Звукооператори: А. Шаргородський, С. Дембрел